# Marlies Verhelst
Marlies Verhelst (Vlaardingen, 21 augustus 1969) is Nederlands schrijfster van kinderboeken. Zij woont in Spijkenisse.

## Biografie
Na het behalen van haar vwo-diploma studeerde Verhelst Nederlandse taal- en letterkunde aan de Rijksuniversiteit te Leiden. Aanvankelijk wilde ze de kant van de journalistiek op, maar uiteindelijk koos zij bewust voor het docentschap. In 1991 studeerde zij af. Daarna volgde zij de eenjarige postdoctorale lerarenopleiding aan het interfacultair centrum voor lerarenopleiding, onderwijsonderzoek en nascholing (ICLON) van de Universiteit Leiden.
Van 1992 tot 2018 werkte zij als docente Nederlands op drie middelbare scholen. Nadat zij in 2006 een schrijfwedstrijd bij het damesblad Libelle had gewonnen, kreeg ze de smaak van het schrijven te pakken. Sinds die tijd zijn er vaker verhalen en columns van haar gepubliceerd, in onder andere dagblad De Pers, het tijdschrift Heleen (een eenmalige uitgave van Heleen van Royen) en het tijdschrift Hollands Diep. Vanaf 2018 is zij fulltime schrijfster.
In 2009 debuteerde Verhelst als kinderboekenschrijfster bij educatieve uitgeverij Delubas.
Zij schreef voor de serie "Terugblikken" drie delen: het deel over Willem Drees en de verzorgingsstaat, het deel over Aletta Jacobs en het deel over de stadsuitbreidingen in de Gouden Eeuw en het ontstaan van de Amsterdamse grachtengordel. Daarnaast schreef zij twee samenleesboeken, namelijk Een held met een beer en Prutspiet, en drie boeken in de reeks "Spannend!". Ook voor de succesvolle serie "De Gestreepte Boekjes" van uitgeverij Borre Educatief schreef zij een boek. Begin 2013 verscheen een door haar geschreven boek voor dove kinderen van ongeveer veertien jaar bij uitgeverij Van Tricht. In augustus 2014 verscheen haar eerste prentenboek Feestmaal voor de koning bij Lemniscaat. Van dit boek zijn ook een voelboek voor blinde en slechtziende kinderen verschenen en diverse vertalingen (Amerika/Canada, Frankrijk, Korea). In 2015 verscheen Verhelsts eerste boekje bij uitgeverij Zwijsen in de reeks "Zoeklicht Dyslexie". Verder schrijft Verhelst (educatieve) teksten voor leesmethoden voor het basisonderwijs, zoals de methoden "Leesparade" en "Atlantis". In 2011 en 2012 publiceerde zij gedichten in de bundels van Querido's "Poëziespektakel".
In 2025 verscheen haar eerste boek voor leerkrachten en leesconsulenten bij uitgeverij Boom Primair Onderwijs: De F van Fantasie, twintig voorleesverhalen verrijkt met lessuggesties en creatieve schrijfopdrachten.
Zij treedt zeer regelmatig op, onder meer op scholen en in bibliotheken, op het podium van "LiteRAR en Muziek" en het "Spijkenisse Festival" in Spijkenisse. In augustus 2016 trad zij op in haar eigen programma Feestmaal voor de koning in het Bibliotheektheater in Rotterdam.
Verhelst geeft veel workshops en trainingen (online en op locatie) op het gebied van leesplezier en creatief schrijven aan leesconsulenten, leescoördinatoren en leerkrachten. Ook geeft zij trainingen en workshops aan collega-schrijvers en is zij ingezet als Taalbaas in het Covid-Leesoffensief.
Sinds 2017 is Verhelst Schoolschrijver in het halfjaartraject van Stichting De Schoolschrijver: op SBO Sonnevanck in Rotterdam (2017), op IBS Ababil in Schiedam (2018 en 2019), op De Piloot in Rotterdam (2019), op de Heldringschool in Rotterdam (2020 en 2021), op IBS El Furkan in Schiedam (2020), op De Wieken en Het Startblok in Schiedam (2022), op de Lucasschool in Rotterdam en De Rozenhorst in Rozenburg (2023), op Het Kleurrijk in Schiedam en Kindcentrum IJsselmonde in Rotterdam (2024) en De Klaver Carnisse en SBO Kindcentrum IJsselmonde in Rotterdam (2025).

## Boeken
- Een foto in de sneeuw (2009)
- Een held met een beer (2010)
- Prutspiet (2010)
- Een tas vol geld (2010)
- Vangst in de nacht (2010)
- Waarom ik niet? (2010)
- De geheimzinnige woonwagen (2011)
- Gevaarlijk spel (2012)
- De gescheurde speelkaart (2012)
- Oog in oog (2013)
- Feestmaal voor de koning (2014)
- Geheime afspraak (2014)
- Masker af (2015)
- Tranen om Stippie (2015)
- Geraakt (2016)
- Verborgen schat (2017)
- In de spotlights (2019)
- Ontsnapt! Theaterlezen over toen (2020) - samen met Ineke Kraijo
- 112 (2020)
- Mijn familie komt uit Polen (2021)
- Doorzetten! (2021)
- Het geheim van de smid, Theaterlezen over beroepen (2021) - samen met Ineke Kraijo
- Het weerbericht (2021)
- Mijn broer en ik (2022)
- Een bos vol confetti, Theaterlezen over de natuur (2022) - samen met Ineke Kraijo
- Van Bigkikker tot Neushoornvogel (2022)
- Bomen met fruit! (2022)
- Bordspellen (2022)
- Scherp (2022)
- Het zwemparadijs (2022)
- Dit kamp is een ramp (2023)
- Kom binnen!, Theaterlezen over thuis (2023) - samen met Ineke Kraijo
- Eenhoorns (2023)
- Snel (2024)
- Lekker dwars, Een eigenwijs theaterleesboek (2024) - samen met Ineke Kraijo
- Brand! (2024)
- De ijsverkoper (2024)
- Stelios (2024)
- De F van Fantasie (2025)
- Sterk (2025)
- Een glimp van Nessie, Een avontuurlijk theaterleesboek (2025) - met Ineke Kraijo
- Paardrijden (2025)